# 580
580 (DLXXX na numeração romana) foi um ano bissexto do século VI, do Calendário Juliano, da Era de Cristo, as suas letras dominicais foram G e F (52 semanas), teve início a uma segunda-feira e terminou a uma terça-feira.
| ano completo                            |
| --------------------------------------- |
| Ano bissexto com início à segunda-feira |

## Nascimentos
- São Arnold de Metz
- Pepino I, mordomo do palácio franco
- Máximo, o Confessor, monge cristão

## Mortes
- 10 de abril – Lucêncio, bispo de Conímbriga.